# Hendrickje Stoffels

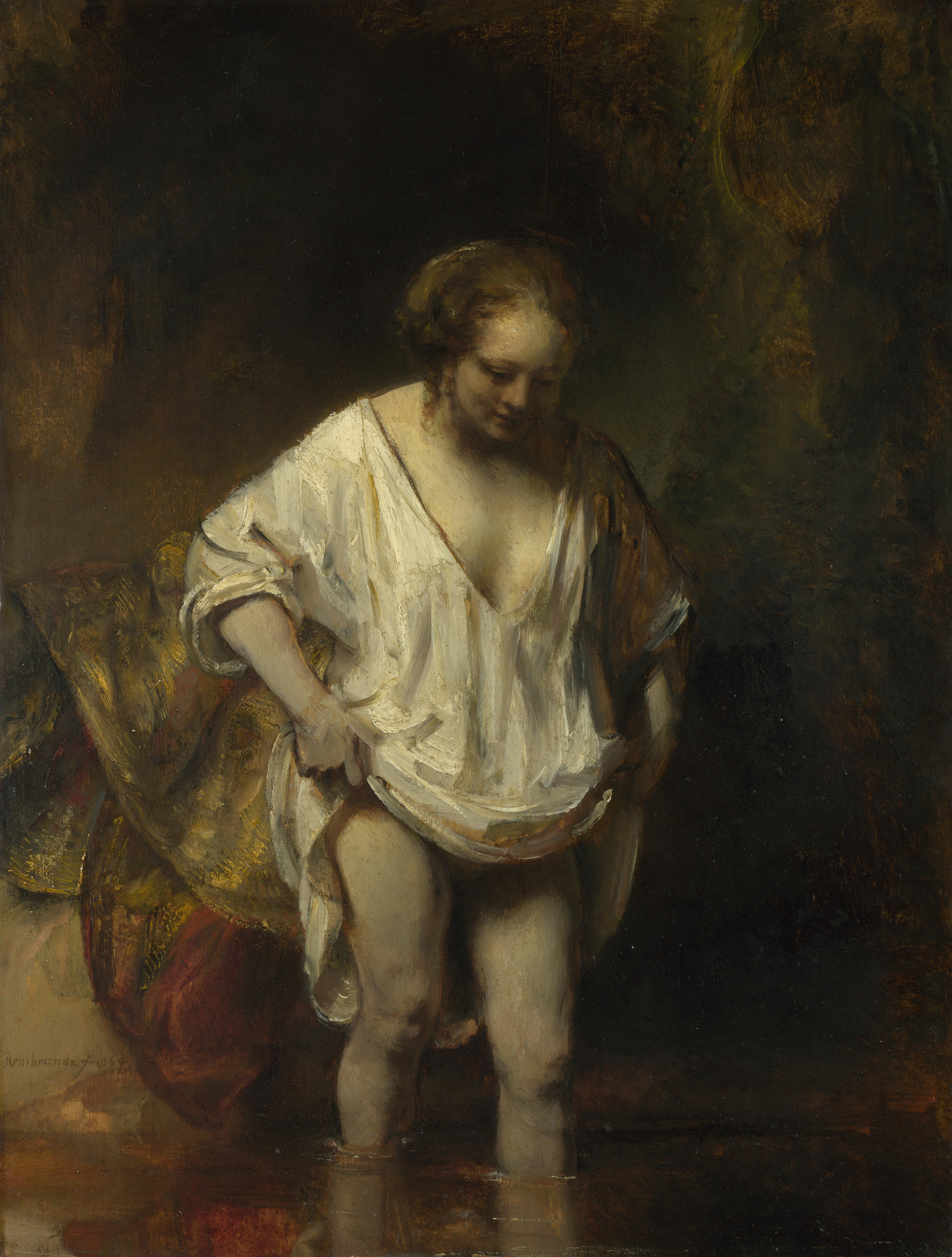
Mujer bañándose en un río (¿Hendrickje Stoffels?), 1654, óleo sobre tabla, 61,8 x 47 cm; Galería Nacional, Londres; La pintura muestra el suave claroscuro dorado por el que Rembrandt es tan famoso.

Hendrickje Stoffels o Hendrickje Jegers (Bredevoort, 1626 - Ámsterdam, julio de 1663 ) fue una sirvienta y vendedora de arte. Durante un tiempo fue la patrona oficial del pintor holandés Rembrandt van Rijn (1606-1669), debido a sus problemas económicos. También fue la amante de Rembrandt, madre de una de sus tres hijas (todas ellas llevaban el nombre de Cornelia) y posiblemente una de sus modelos.

## Familia e infancia
Stoffels nació como hija de Stoffel Stoffelse y su esposa Mechteld Lamberts en la  guarnición de la ciudad de Bredevoort en el condado de Zutphen en Gelderland. La familia vivía en Muizenstraat. Stoffel Stoffelse era sargento con un capitán de la familia Ploos van Amstel. Stoffel también era cazador del castillo en Bredevoort y, por lo tanto, también se lo llamaba Jeger. En lenguaje coloquial a sus hijos se les llamaba 'Jegers', pero en las escrituras oficiales siempre 'Stoffels' (que significa hijo o hija de Stoffel).
Stoffels tenía una hermana y tres hermanos: Martijne Jegers, Hermen, Berent y Frerick. Quizás también tuviera otra hermana, Margriete. Es casi seguro que su padre murió en julio de 1646, posiblemente como una víctima no identificada de la explosión de la torre de la pólvora en Bredevoort ese mes. En enero de 1647, después de los habituales seis meses de luto, la viuda Mechteld Lamberts se volvió a casar con el vecino Jacob van Dorsten, un viudo con tres hijos todavía pequeños. Como resultado de estas circunstancias familiares, Hendrickje Stoffels debió partir hacia Ámsterdam en 1646 o 1647.

## Periodo con Rembrandt

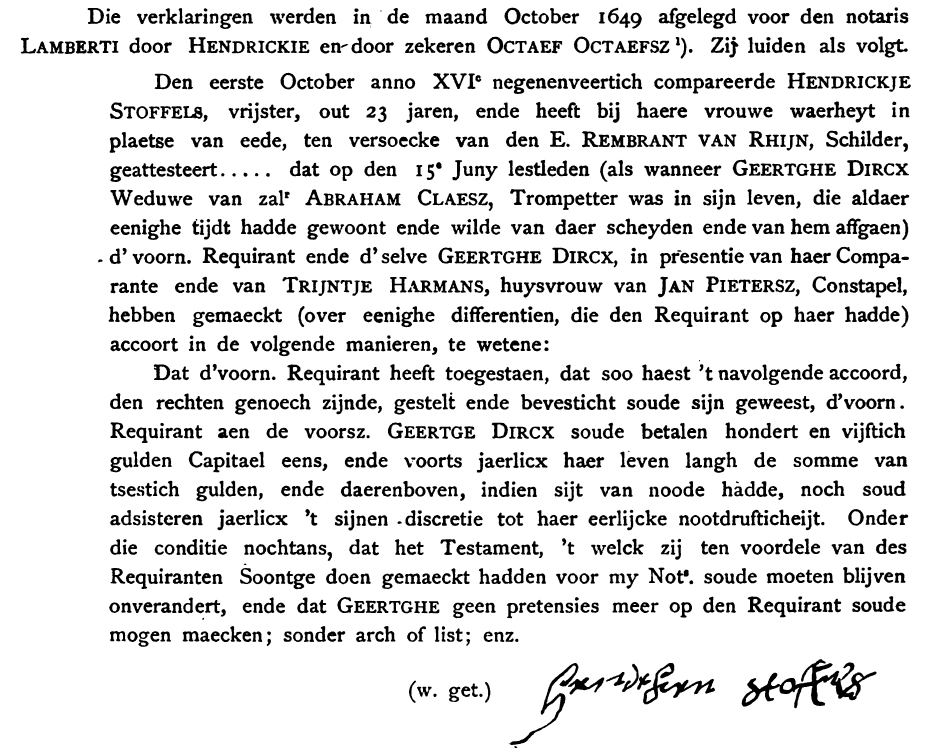
Facsímil de la firma de Hendrickje Stoffels bajo el texto de la escritura del 1 de octubre de 1649. Del libro Oud Holland, 1885.

Desde aproximadamente 1647 vivió en la casa de Rembrandt en Breestraat; en lo que ahora es la Casa Museo de Rembrandt, en la Jodenbreestraat. Al principio como simple sirvienta. Rembrandt era viudo en ese momento y tenía una relación con Geertje Dircx, que era la niñera de su hijo Titus. Volvió a Bredevoort el 16 de julio de 1649; luego se la menciona como testigo en un bautizo en el Libro de Bautismos de la parroquia de Bredevoort. La Guerra de los Ochenta Años había terminado y la paz finalmente había llegado al este del país. Rembrandt pudo haber viajado a Bredevoort con ella. Esto podría ser evidente por los grabados de Rembrandt de 1649 y 1650, cuya ubicación se desconoce.
El 1 de octubre de 1649, Stoffels estaba de regreso en Ámsterdam, como lo demuestra una declaración que hizo al notario público Laurens Lamberti. En ella, indicó que el 15 de junio de ese año en la cocina de la casa de Rembrandt había presenciado una conversación entre Geertje Dirckx y Rembrandt sobre el pago por parte de Rembrandt de una asignación económica como consecuencia de la terminación de una relación íntima entre los dos.
Después de la partida de Dirckx, Hendrickje Stoffels se convirtió en el ama de llaves y amante de Rembrandt, veinte años mayor que ella. El 2 de julio de 1654 tuvo que comparecer ante el consistorio porque vivía soltera con Rembrandt "en fornicación". Sin embargo, ella no apareció al principio. Tampoco respondió a las dos llamadas siguientes, pero finalmente apareció en la sacristía de la Nieuwe Kerk el 23 de julio de ese año. En ese momento, estaba embarazada de unos seis meses de Rembrandt. Ella admitió vivir en pecado y el consistorio la instó a abstenerse del sacramento eucarístico.
Inicialmente, Rembrandt no podía casarse ni con Dirckx ni con Stoffels, probablemente porque esto le haría perder la herencia de su difunta esposa Saskia van Uylenburgh. Incluso con ese dinero, tenía suficientes problemas económicos. Pero cuando el hijo de Saskia, Tito, alcanzó la edad de capacidad legal para un testamento en 1655 en su decimocuarto cumpleaños, Rembrandt dispuso inmediatamente a su hijo como único heredero. A pesar de esto, no hubo matrimonio con Stoffels. Rembrandt no quería asumir ninguna nueva obligación. Aparentemente no le importaba desacreditarlos a ambos.
Después de que Rembrandt quebrara económicamente en 1656, el 14 de febrero de 1658, el Desolate Boedelskamer de Ámsterdam emitió una autorización para vender los enseres domésticos de Rembrandt con el fin de liquidar las deudas tanto como fuera posible. En esa venta, se vendió un gabinete de roble de Hendrickje Stoffels. En ese armario guardaba ropa de cama, lana, platería y anillos de oro, entre otras cosas. El valor de estos objetos almacenados en el armario era de seiscientos florines. Stoffels recuperó con éxito el gabinete.  Después de que se declaró la quiebra, la familia se mudó con Titus y Cornelia al Rozengracht. 
En 1658, Stoffels abrió una tienda de arte en Rozengracht junto con Titus, donde vendían pinturas y también dibujos, grabados en cobre, xilografías y rarezas. En diciembre de 1660, Hendrickje Stoffels y Titus van Rijn formaron oficialmente una sociedad en la que eran socios iguales. Para proteger a Rembrandt de sus acreedores, Hendrickje y Titus lo contrataron como empleado. La ex sirvienta Hendrickje Stoffels había ascendido ahora, al menos nominalmente, al puesto de patrona de Rembrandt. Según Christoph Driessen, la notable productividad de Rembrandt a principios de la década de 1660 probablemente se remonta al apoyo que ella le ofreció. "Ella organizó su vida para él y lo salvó de la ruina total después de su quiebra", dice Driessen.
El 7 de agosto de 1661, Stoffels hizo su testamento en el que nombró a Cornelia como única heredera. Rembrandt fue designado por ella como tutor de la niña. De esta forma, los acreedores de Rembrandt no podían reclamar los legados de Stoffels.
En 1663, una epidemia de peste azotó Ámsterdam. Stoffels probablemente también murió por esta enfermedad. Fue enterrada el 24 de julio de 1663 en una tumba alquilada en Westerkerk. El propio Rembrandt murió unos años después, en 1669.

### Hija
Cornelia (1654-1684) recibió el apellido de su padre, Van Rijn. Llevaba el nombre de la madre de Rembrandt. Fue bautizada el 30 de octubre de 1654 en la Oude Kerk. Aunque Rembrandt y Hendrickje no estaban casados, Rembrandt está registrado oficialmente como padre. Después de la muerte de Hendrickje en 1663, Rembrandt se convirtió en su único tutor. En 1664 Rembrandt nombró a su amigo y pintor Christiaan Dusart como tutor en caso de su muerte. Rembrandt murió en 1669; Cornelia solo tenía catorce años en ese momento, y se casó con el pintor Cornelis Suythof el 3 de mayo de 1670. Como bastarda, Cornelia tenía pocos derechos y en 1671 partió con su marido hacia las Indias Orientales para buscar fortuna allí. Allí tuvieron tres hijos: Rembrandt (nacido y muerto en 1673), Rembrandt (1675 - antes de 1685/89) y Hendrick (1678 - antes de diciembre de 1691). Cornelia murió en Batavia en 1684.

## Posible modelo para Rembrandt
Hay varios cuadros y grabados de Rembrandt en los que se reconoce a Hendrickje Stoffels. Sin embargo, no hay una sola descripción documentada de ella. Además, hay expertos que creen que los supuestos retratos con Stoffels como modelo muestran una amplia variedad de rasgos faciales. En cualquier caso, hay varios Rembrandt de la época en que Stoffels vivió con él, posiblemente representando a la misma mujer. A continuación una serie de posibles retratos de ella.

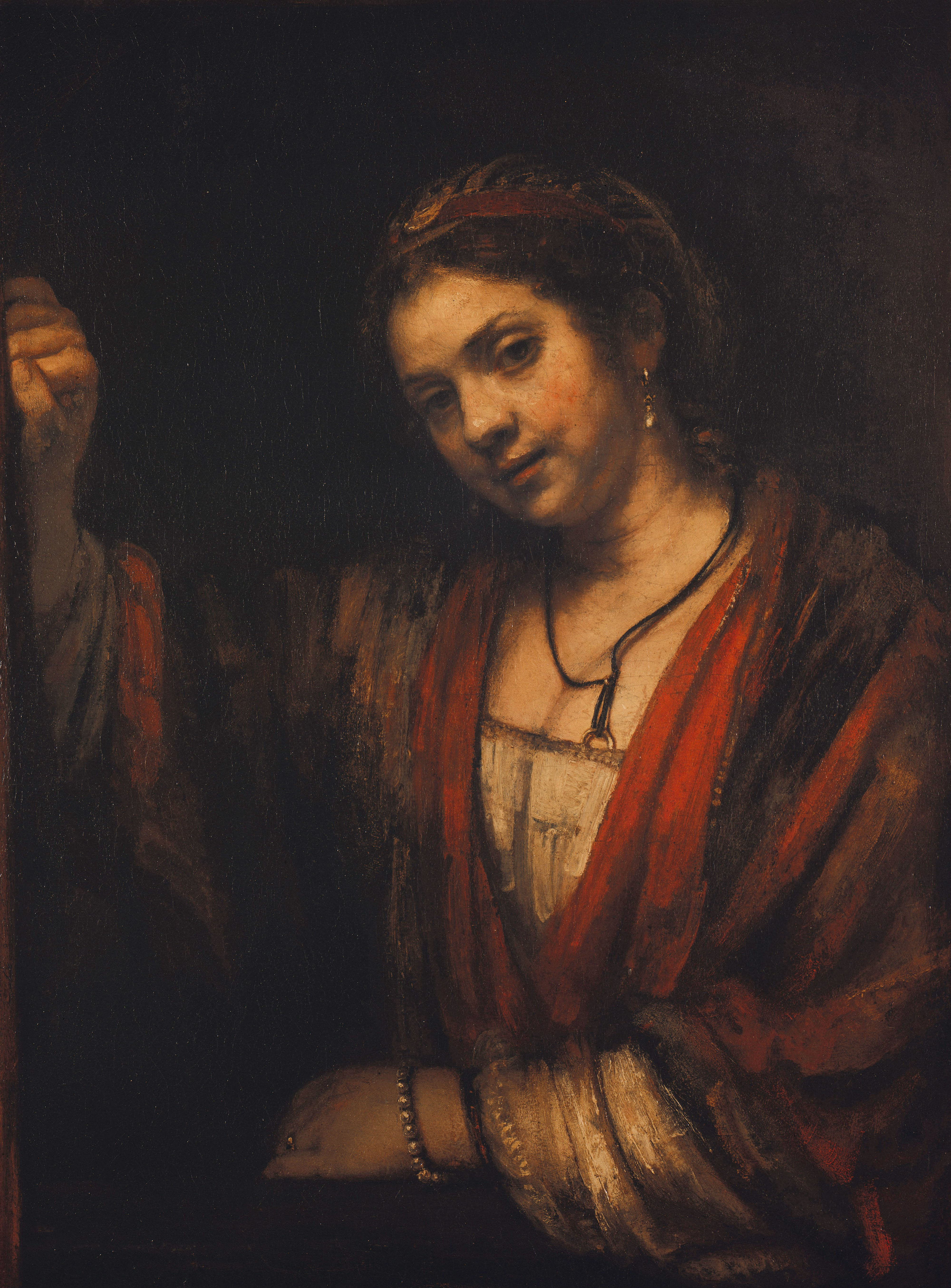
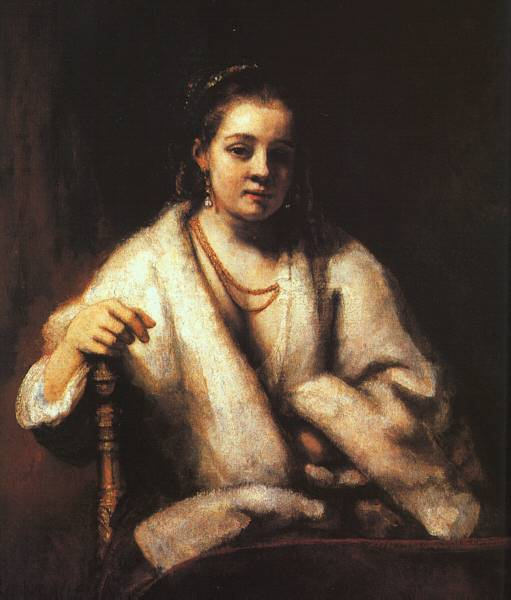
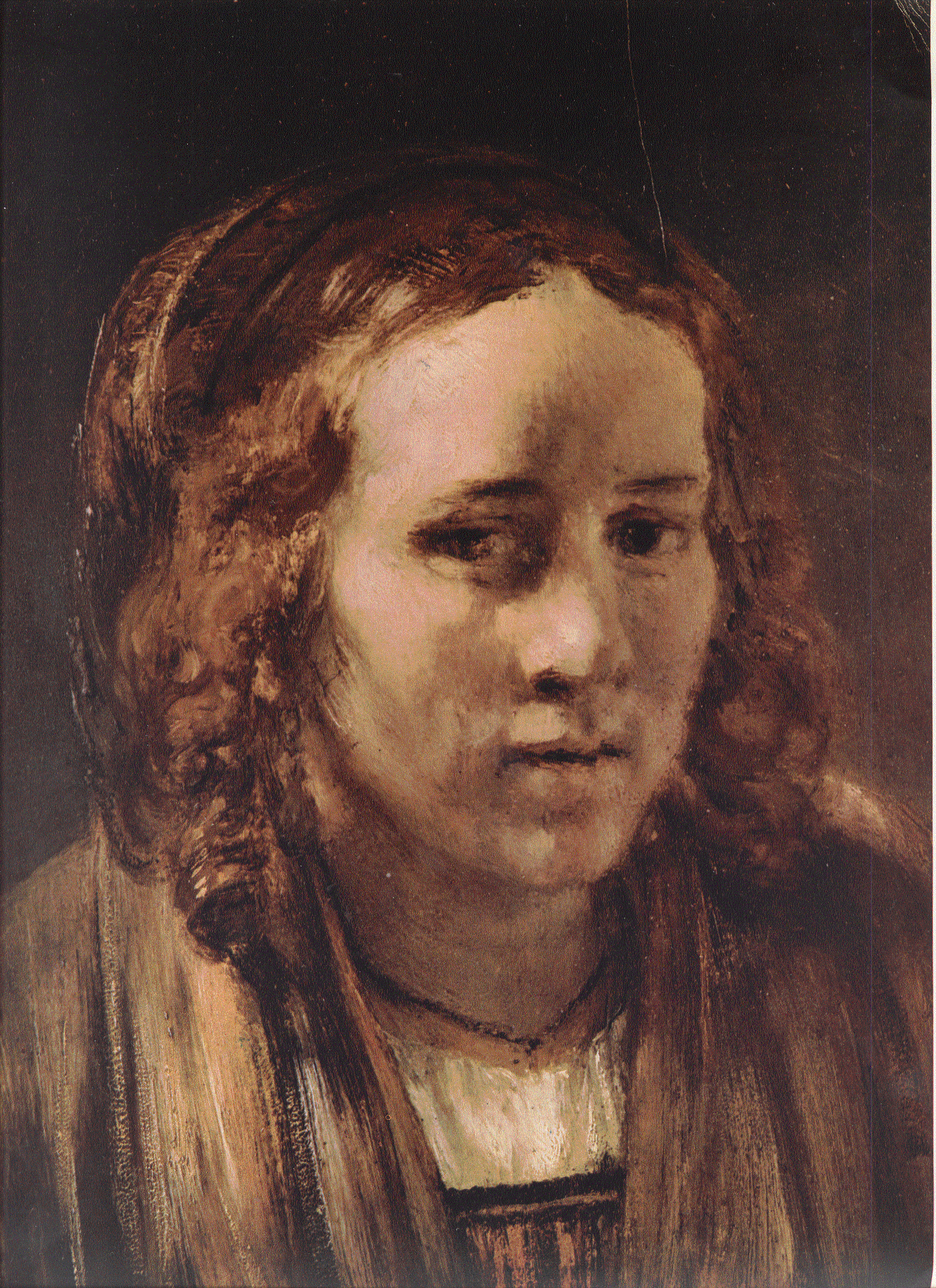
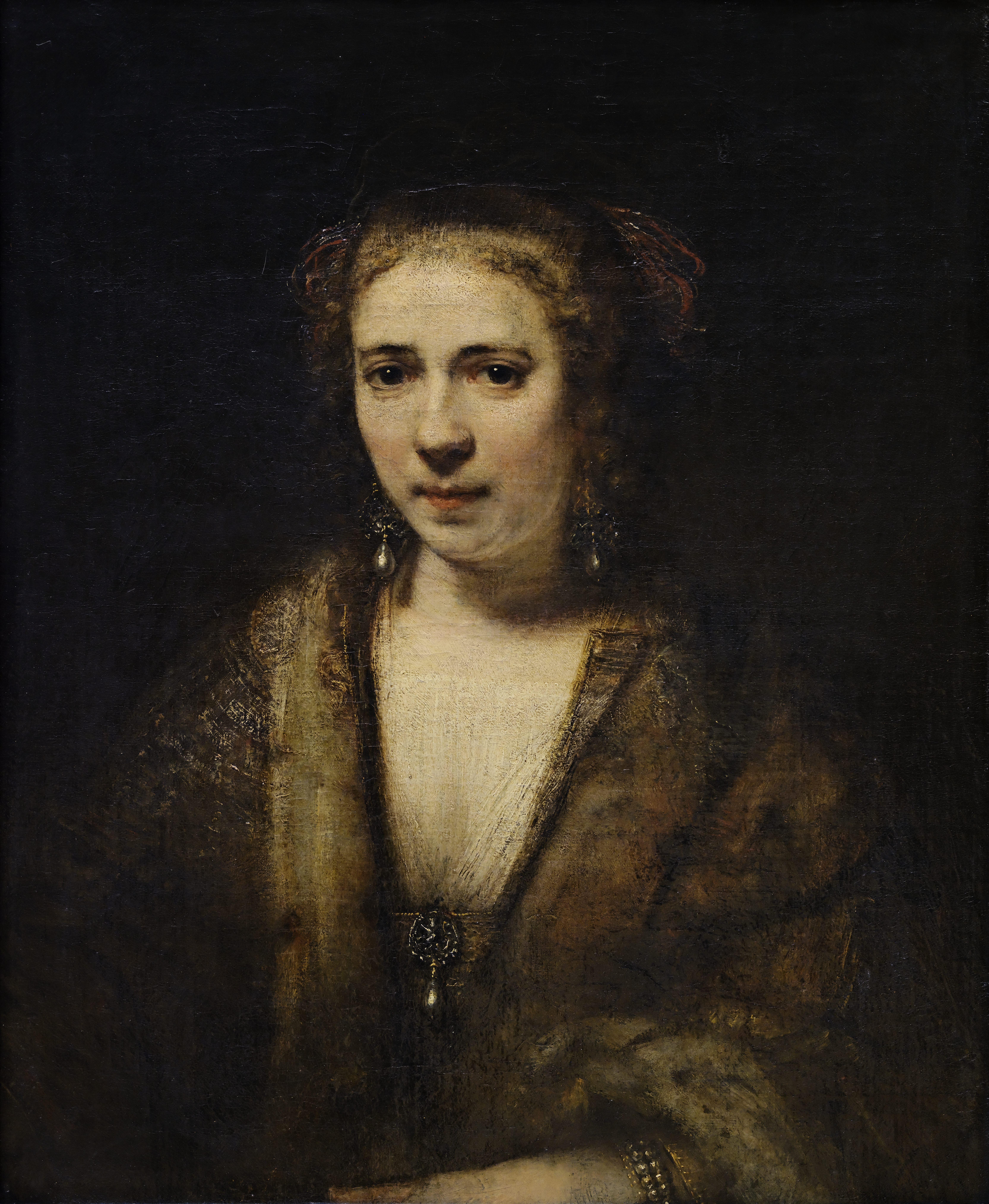
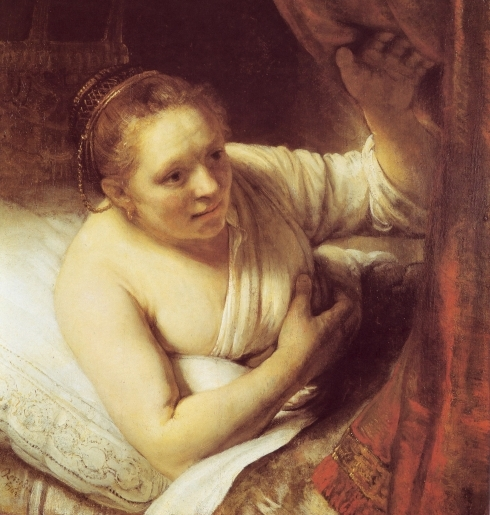
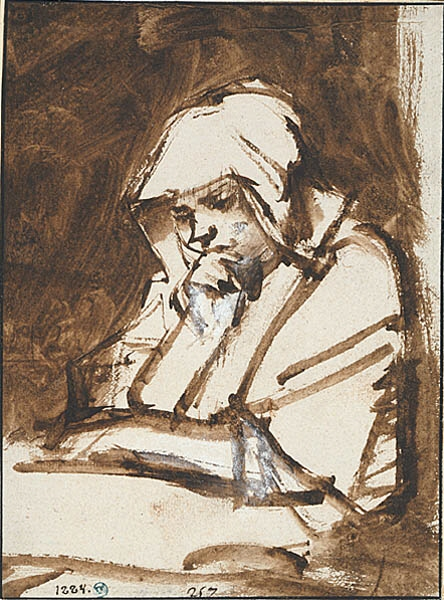
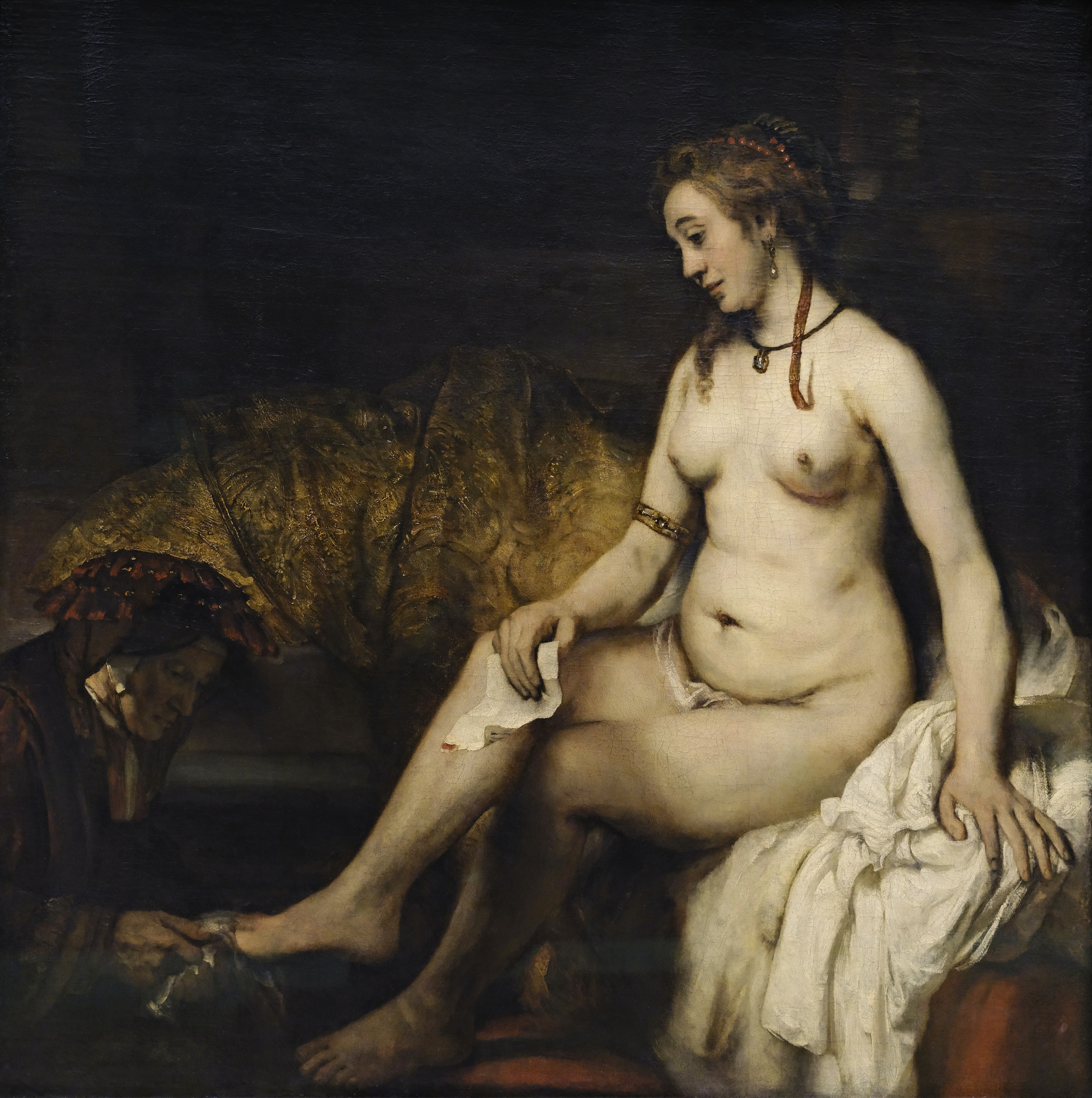
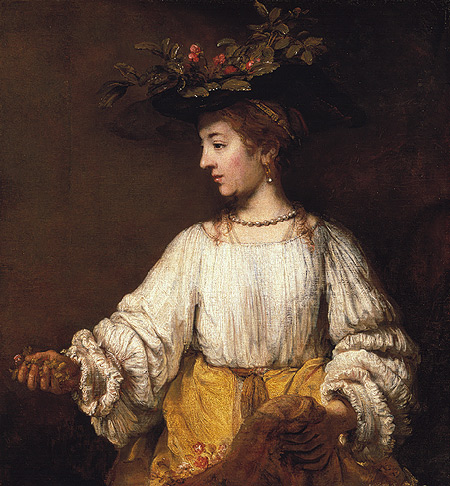

## Películas, libros, menciones, estatuas y otros homenajes

### Estatua
- Una estatua de Hendrickje se erigió el 7 de julio de 1977[9] en su ciudad natal de Bredevoort. Está ubicada en la plaza 't Zand y fue diseñada por GJF Doodeheefver-Kremer. Fue hecha en respuesta a la biografía de Henk Krosenbrink.[10]

### Películas y obras de teatro
Hendrickje Stoffels ha aparecido en varias películas y obras de teatro para televisión:
- En Rembrandt (1936) fue interpretada por Elsa Lanchester.
- En Rembrandt (1942) por Gisela Uhlen
- Película biográfica Rembrandt (1999). Fue interpretada por Romane Bohringer.
- Nightwatching, por Emily Holmes.
- En el programa de televisión Retrato de Rembrandt (1952), fue interpretada por Jennifer Grey.
- Vera Veroft la interpretó en la obra de 1963 Hendrickje Stoffels.[11]
- En la serie holandesa de 2011, Rembrandt y yo, fue interpretada por Wendell Jaspers .

### Libros
Hendrickje Stoffels aparece en varios libros:
- Henk Krosenbrink escribió una novela sobre ella titulada Hendrikje Stoffels ISBN 9789060103265
- En la novela Soy la hija de Rembrandt de Lynn Cullen, ISBN 9781599907932, que trata sobre la hija Cornelia, Hendrickje Stoffels aparece en varios flashbacks.
- Ik, Hendrickje Stoffels, de Sylvie Matton, ISBN 9789069743431.

### Tren
- El tren LINT 24 de la empresa de transporte holandesa Syntus lleva el nombre de Hendrickje Stoffels.